# Поронай
Порона́й — река на острове Сахалин. Протекает по Тымовскому, Смирныховскому и Поронайскому районам Сахалинской области России. Крупнейшая по длине и площади бассейна река региона.

## Гидроним
Название реки переводится с айнского языка как «большая река». Нивхское название Плый — «основная река».
Впервые русскими мореплавателями река была названа как Нева в честь шлюпа, участвовавшего в Первой русской кругосветной экспедиции.

## Гидрография
Длина реки — 350 км, площадь бассейна — 7990 км². Берёт своё начало на Набильском хребте в системе Восточно-Сахалинских гор, протекает по заболоченной Тымь-Поронайской низменности, впадает в залив Терпения Охотского моря. За 10 км от моря река разделяется на 2 рукава, которые впадают туда отдельно в 5 км друг от друга, рукава таким образом образуют заболоченный речной остров. Возле западного устья реки расположена большая часть города Поронайск.
Река Поронай пересекается двумя мостами, оба (железнодорожный и автодорожный) находятся рядом друг с другом в среднем течении реки между посёлками Победино и Первомайск. Долина реки, особенно междуречье Пороная в нижнем течении и реки Оленья, изобилует озёрами, крупнейшие из которых — Уютное, Пика, Кульча, Незаметное.

## Водный режим
Питание реки преимущественно снеговое. Среднегодовой расход воды — 120 м³/с. Среднемноголетний расход воды в 101 км от устья 78,9 м³/с (объём стока 2,49 км³/год).
Вскрывается в апреле, половодье достигает пика в первой декаде мая. Низший уровень воды наблюдается во второй декаде сентября. Замерзает в ноябре.

## Притоки
Крупнейшие притоки (в скобках — длина в км): правые — Леонидовка (95), Орловка (83), Онорка (77), Каменка (Нижняя Матросовка) (71), Буюклинка (63), Ельная (61), Лонгари (55), Северная Хандаса (54), Южная Хандаса (51), Побединка (49), Таулан (41), Туманная (34), Далдаганка (31), Таёжная (31); левые — Житница (Муйка) (61), Вальза (50), Борисовка (38), Кресты (36).

## Ихтиофауна
В водах реки обитают горбуша, кета, мальма, кижуч, сима, кунджа, таймень.

## Данные водного реестра
По данным государственного водного реестра России относится к Амурскому бассейновому округу, речной бассейн — бассейны рек о. Сахалин, речной подбассейн реки — нет, водохозяйственный участок реки — водные объекты о-ва Сахалин без бассейна р. Сусуя.
Код объекта в государственном водном реестре — 20050000212118300003594.